# Tebulos Mta
Tebulos Mta (czecz. Тебул-Мате лам – Tebul-Mate lam, gruz. ტებულოს მთა – Tebulos Mta, ros. Тебулосмта – Tebulosmta) – najwyższy szczyt Wschodniego Kaukazu i najwyższy szczyt Czeczenii. Leży na granicy czeczeńsko-gruzińskiej, na wschód od góry Kazbek.